# Aéroport international de Puerto Princesa
L’aéroport international de Puerto Princesa (Tagalog : Paliparang Pandaigdig ng Puerto Princesa) (code IATA : PPS • code OACI : RPVP), est un aéroport qui dessert Puerto Princesa, sur l’ile de Palawan aux Philippines. C’est l’aéroport le plus proche du Parc national de la rivière souterraine de Puerto Princesa.

## Histoire
L'aéroport de Puerto Princesa est construit durant la seconde Guerre mondiale par l'occupant japonais. Il est ensuite réaménagé en aéroport civil et est ouvert au trafic commercial en 1950. Un nouveau terminal est construit en 1978.
Puis, en 2017, l'aéroport est profondément réaménagé en partenariat avec l'entreprise coréenne Kumho Industrial : un nouveau terminal est construit avec une nouvelle aire de stationnement et la piste est équipée pour pouvoir opérer de nuit.

## Compagnies et destinations
| Compagnies                                | Destinations                                                |
| ----------------------------------------- | ----------------------------------------------------------- |
| Air Juan                                  | Busuanga (en), Cuyo (en), Sipalay, San Vicente              |
| Cebu Pacific                              | Mactan-Cebu, Iloilo, Manille-N. Aquino                      |
| Philippine Airlines                       | Clark, Manille-N. Aquino, Taïwan-Taoyuan                    |
| Philippine Airlines opéré par PAL Express | Mactan-Cebu, Manille-N. Aquino                              |
| Philippines AirAsia                       | Mactan-Cebu, Davao City-Francisco Bangoy, Manille-N. Aquino |

Édité le 20/09/2017

## Situation
| \| 100 km1:11 581 000 \| Sicogon Bacolod Bancasi Basco Busuanga-Coron Calbayog Camiguin Catarman Caticlan Clark Cotabato Cuyo Davao Dipolog General · Santos Iloilo Jolo Kalibo Cagayan de Oro Laoag Legazpi Mactan-Cebu Manille Marinduque Masbate Naga Ormoc Pagadian Puerto · Princesa Roxas Tacloban Sanga · Sanga Sayak Sibulan Subic Bay Surigao San José Bohol Tandag Tugdan Tuguegarao Virac Zamboanga |
| 100 km1:11 581 000 |